# Hoppstädten-Weiersbach
Hoppstädten-Weiersbach là một đô thị thuộc huyện Birkenfeld, trong bang Rheinland-Pfalz, phía tây nước Đức. Đô thị Hoppstädten-Weiersbach có diện tích 17,86 km², dân số thời điểm ngày 31 tháng 12 năm 2006 là 2784 người.